# Cestrum schlechtendalhii
Cestrum schlechtendahlii es una especie de arbusto de la familia de las solanáceas.

## Descripción
Son arbustos o árboles pequeños, 2–10 m de alto, con ramitas robustas puberulentas, glabrescentes. Hojas obovadas o elípticas, 11–34 cm de largo, ápice redondeado, agudo o cortamente acuminado, base atenuada (aguda), glabras en la madurez excepto en algunos nervios en el envés; pecíolos 1–3.5 cm de largo, glabros. Inflorescencias racimos cortos y axilares, raquis tomentuloso, pedicelos hasta 1 mm de largo, flores nocturnas; cáliz tubular-campanulado, 2–3.2 mm de largo, lobos deltoides, 0.2–0.7 mm de largo, con un mechón de tricomas en el ápice, purpúreos; corola blanco-verdosa, a veces purpúrea, tubo angostamente obcónico, 10–15 mm de largo, expandiéndose ligeramente en el 1/3 apical y ligeramente contraído por abajo de los lobos, glabro excepto en la base por dentro, lobos 3–5 mm de largo, puberulentos; filamentos libres por 3–4.2 mm de su longitud, a veces hinchados, rara vez con un diente cerca del punto de inserción, glabros o pubescentes justo por encima del punto de inserción. Baya ovoide, 7–9 mm de largo, purpúreo obscura; semillas 4–6 mm de largo.

## Distribución y hábitat
Especie común, se encuentra en los bosques húmedos, de las zonas atlántica y pacífica; a una altitud de 400–600 metros; fl dic–mar, fr dic–may; ampliamente distribuida en América tropical.

## Taxonomía
Cestrum schlechtendahlii fue descrita por George Don y publicado en A General History of the Dichlamydeous Plants 4: 482–483. 1837.
Etimología
Cestrum: nombre genérico que deriva del griego kestron = "punto, picadura, buril", nombre utilizado por Dioscórides para algún miembro de la familia de la menta.
schlechtendahlii: epíteto otorgado en honor del botánico alemán Diederich Franz Leonhard von Schlechtendal.
Sinonimia
- Cestrum multiflorum Schltdl.
- Cestrum polyanthum Steud.
- Cestrum schwenckiiflorum Dammer
- Cestrum silvicola Britton ex Francey[4]